# Alfred Chanut
Alfred Chanut, né le 2 février 1851 à Bourg-en-Bresse et mort le 15 mai 1918 à Lyon, est un peintre français.

## Biographie
Élève à l'École des Beaux-Arts de Lyon, avec Louis Guy notamment. Il devient l'élève de Léon Bonnat. Il peint des sujets religieux, des portraits, des scènes de genre et des natures mortes.

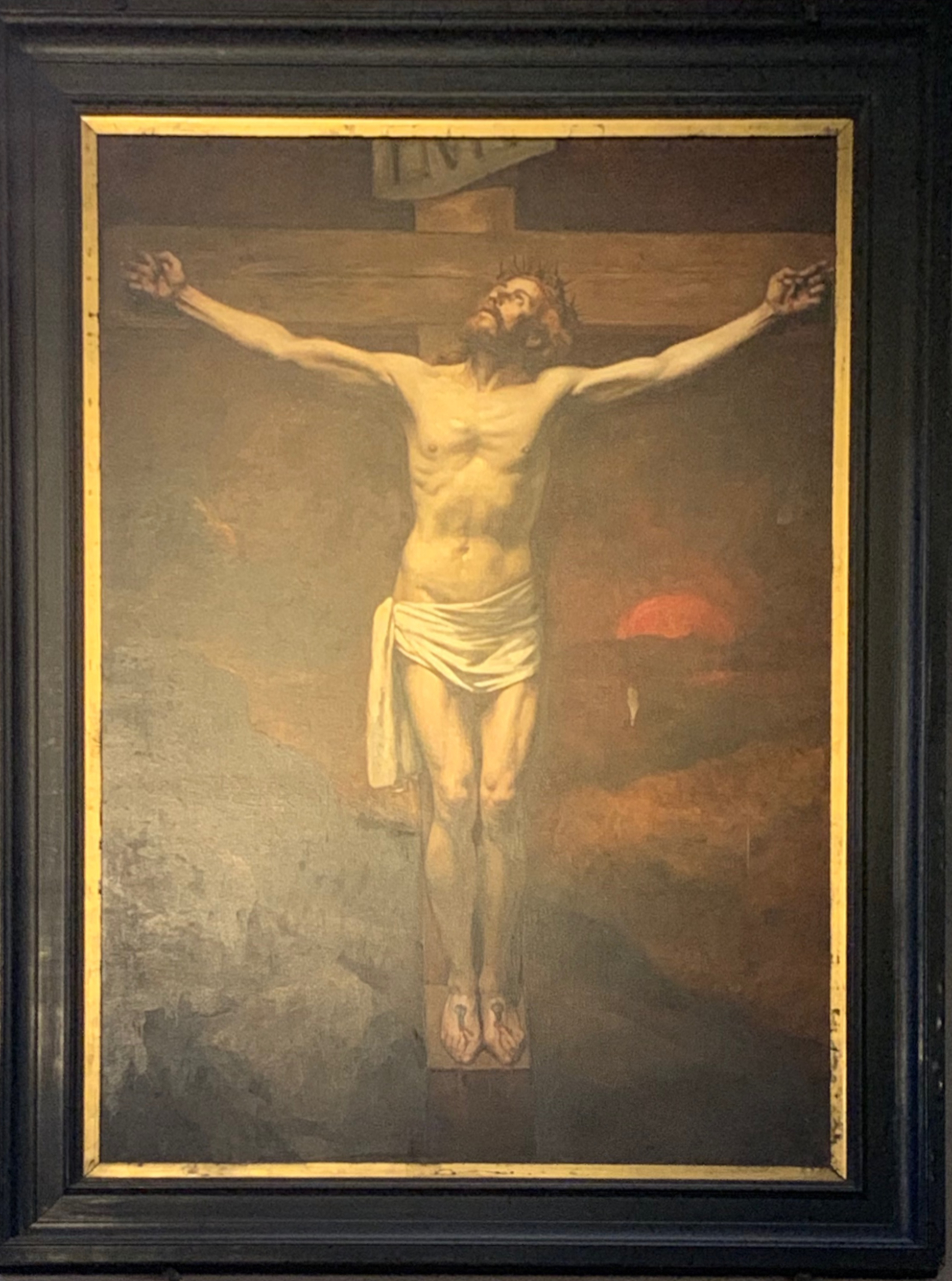
Un Christ en croix, Cocathédrale Notre-Dame-de-l'Annonciation de Bourg-en-Bresse.